# 重庆人文科技学院
重庆人文科技学院是中华人民共和国的一所全日制本科民办普通高等学校，位于重庆市合川区。总占地面积2056亩。该校是重庆市第一所获得批准转设的民办普通本科高校.。

## 校史更迭
- 2000年5月，成立西南大学育才学院
- 2013年4月，转设为重庆人文科技学院

## 教学单位
该校共有13个教学单位，分别是：
1. 文学与新闻传播学院
2. 政治与法律学院
3. 工商学院
4. 管理学院
5. 机电与信息工程学院
6. 计算机工程学院
7. 建筑与设计学院
8. 外国语学院
9. 学前教育学院
10. 艺术学院
11. 护理学院
12. 体育教学部
13. 少数民族预科部

## 教育情况
- 图书馆：现有馆藏286万册（其中纸质图书185万册，电子图书101万册）,还有纸质报刊1500多种[2]

- 学生：学院有全日制在校学生18000余人

- 教师：学校现有专任教师1029人，具有硕士、博士研究生学位的560人，占54.4%，具有副高级及以上专业技术职务的教师392人，占38.1%。

## 学校文化
- 校训：厚德笃行，求真创造
- 校风：立己立人，止于至善